# Симон Вукчевич
Симон Вукчевич (чорн. Simon Vukčević / Симон Вукчевић, нар. 29 січня 1986, Тітоград) — чорногорський футболіст, півзахисник «Воєводини».
Насамперед відомий виступами за португальський «Спортінг», а також національну збірну Чорногорії.

## Клубна кар'єра
Народився 29 січня 1986 року в місті Тітоград. Вихованець футбольної школи клубу «Будучност» з рідного міста.
У дорослому футболі дебютував 2003 року виступами за «Партизан», в якому провів три роки, взявши участь у 61 матчі чемпіонату.
Протягом 2006–2007 років захищав кольори раменського «Сатурну».
Своєю грою за останню команду привернув увагу представників тренерського штабу клубу «Спортінг», до складу якого приєднався 2007 року. Відіграв за лісабонський клуб наступні чотири сезони своєї ігрової кар'єри.
Протягом 2011–2013 років захищав кольори англійського «Блекберн Роверз».
До складу львівських «Карпат» приєднався в кінці лютого 2013 року, підписавши контракт до кінця сезону. Проте, відігравши за «зелено-білих» лише два офіційних матчі, на початку квітня розірвав контракт з «левами» за обопільною згодою.
10 серпня 2013 року на правах вільного агента підписав однорічний контракт з сербською «Воєводиною». Він пробув у Нові-Саді лише півроку, а наступний сезон 2014/15 провів у грецькому «Левадіакосі».
У липні 2015 року перейшов у кіпрському клубі «Енозіс Неон», де провів один рік. У червні 2016 року він повернувся до Португалії, підписавши контракт з новачком вищого дивізіону «Шавешем». 
У лютому 2018 року на правах вільного агента підписав однорічний контракт із рідною «Будучностю». Однак за клуб він так і не зіграв, оскільки наступного місяця вирішив завершити кар’єру гравця.

## Виступи за збірні
2004 року брав участь у складі олімпійської збірної в Сербії і Чорногорії Літніх Олімпійських іграх в Афінах. Того ж року дебютував в офіційних матчах у складі національної збірної Сербії та Чорногорії, за яку до моменту розпаду держави провів 5 матчів.
2007 року зіграв один матч у складі  молодіжної збірної Чорногорії, в якому забив гол. В тому ж році дебютував в офіційних матчах у складі національної збірної Чорногорії. Всього провів у формі головної команди країни 45 матчах, забив 2 голи.

## Клубна статистика
| Клуб                 | Сезон             | Чемпіонат | Чемпіонат | Кубок | Кубок | Європа | Європа | Загалом | Загалом | Загалом |
| Клуб                 | Сезон             | Ігор      | Голів     | Ігор  | Голів | Ігор   | Голів  | Ігор    | Голів   |         |
| -------------------- | ----------------- | --------- | --------- | ----- | ----- | ------ | ------ | ------- | ------- | ------- |
| «Партизан»           | 2002–03           | 1         | 0         | 0     | 0     | 0      | 0      | 1       | 0       |         |
| «Партизан»           | 2003–04           | 12        | 0         | 2     | 0     | 0      | 0      | 14      | 0       |         |
| «Партизан»           | 2004–05           | 26        | 10        | 3     | 0     | 11     | 1      | 40      | 11      |         |
| «Партизан»           | 2005–06           | 13        | 3         | 2     | 0     | 6      | 1      | 21      | 4       |         |
| «Сатурн» (Раменське) | 2006              | 24        | 0         | 8     | 1     | 0      | 0      | 32      | 1       |         |
| «Сатурн» (Раменське) | 2007              | 4         | 1         | 2     | 0     | 0      | 0      | 6       | 1       |         |
| «Спортінг» (Лісабон) | 2007–08           | 26        | 6         | 10    | 4     | 11     | 3      | 47      | 13      |         |
| «Спортінг» (Лісабон) | 2008–09           | 13        | 4         | 5     | 2     | 4      | 0      | 22      | 6       |         |
| «Спортінг» (Лісабон) | 2009–10           | 14        | 1         | 4     | 1     | 9      | 1      | 27      | 3       |         |
| «Спортінг» (Лісабон) | 2010–11           | 24        | 2         | 3     | 0     | 7      | 3      | 34      | 5       |         |
| «Блекберн Роверз»    | 2011–12           | 7         | 1         | 3     | 1     | 0      | 0      | 10      | 2       |         |
| «Блекберн Роверз»    | 2012–13           | 9         | 0         | 2     | 0     | 0      | 0      | 11      | 0       |         |
| «Карпати» (Львів)    | 2012–13           | 2         | 0         | 0     | 0     | 0      | 0      | 2       | 0       |         |
| Всього за кар'єру    | Всього за кар'єру | 175       | 28        | 46    | 9     | 48     | 9      | 267     | 46      |         |

## Титули і досягнення
- Чемпіон Сербії і Чорногорії (2):

«Партизан»: 2003, 2005
- Володар Кубка Португалії (1):

«Спортінг»: 2008
- Володар Суперкубка Португалії (2):

«Спортінг»: 2007, 2008
- Володар Кубка Сербії (1):

«Воєводина»: 2014